# Forelophilus overbecki
Forelophilus overbecki är en myrart som beskrevs av Heinrich Kutter 1931. Forelophilus overbecki ingår i släktet Forelophilus och familjen myror. Inga underarter finns listade i Catalogue of Life.

## Bildgalleri

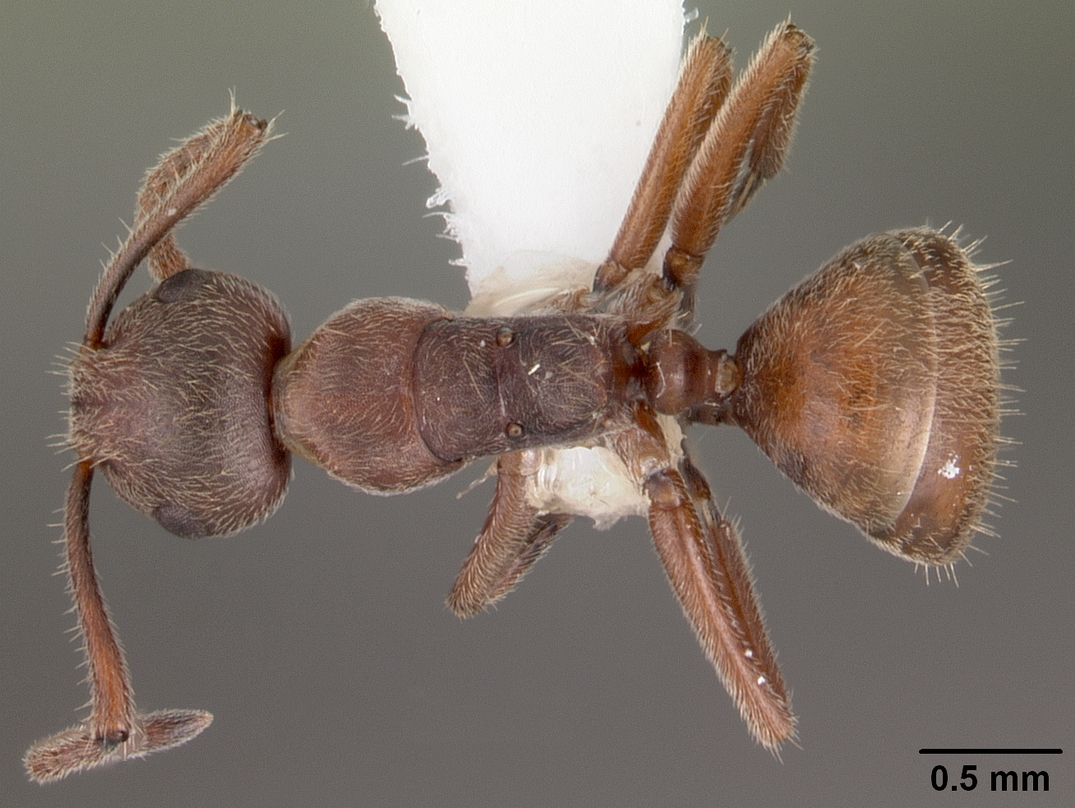
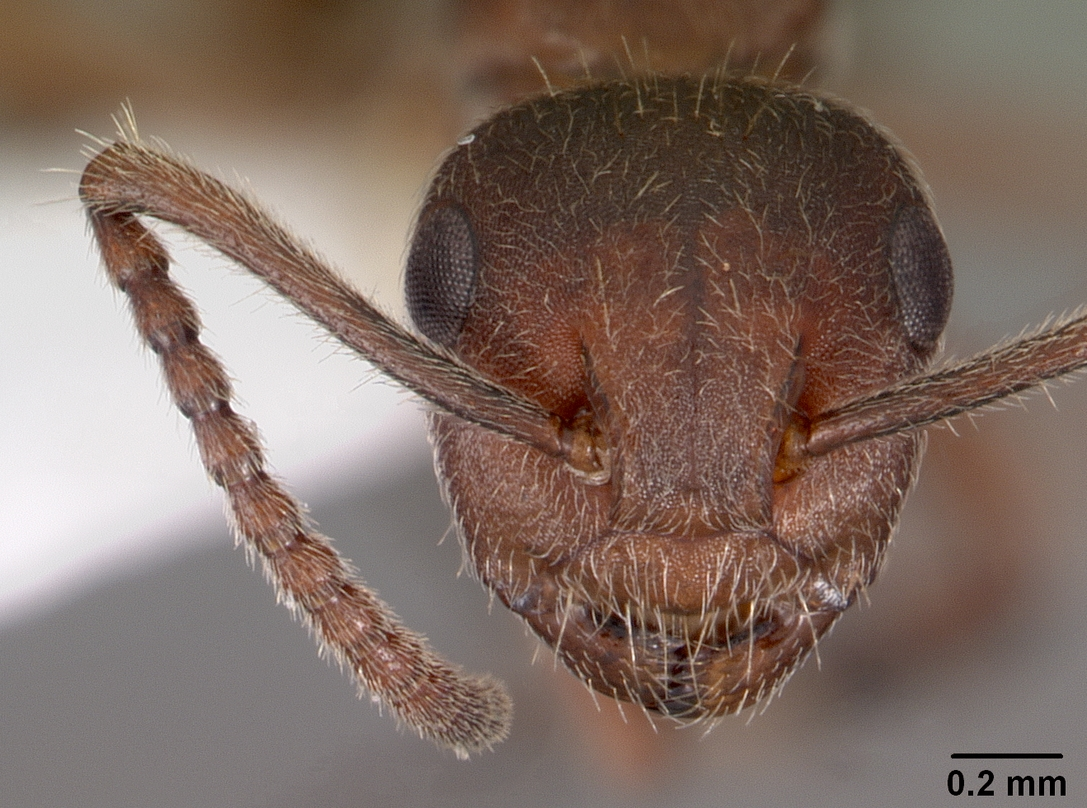
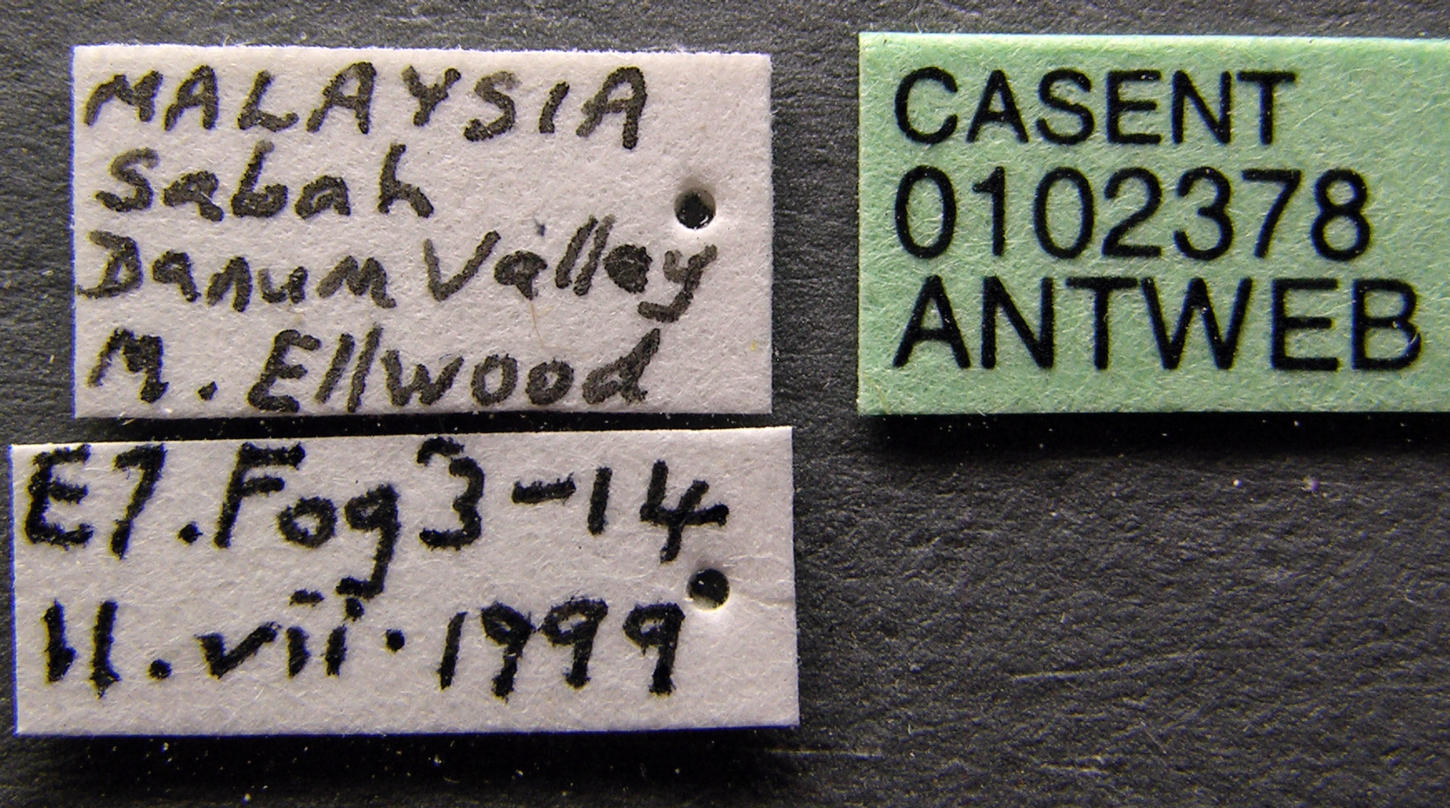
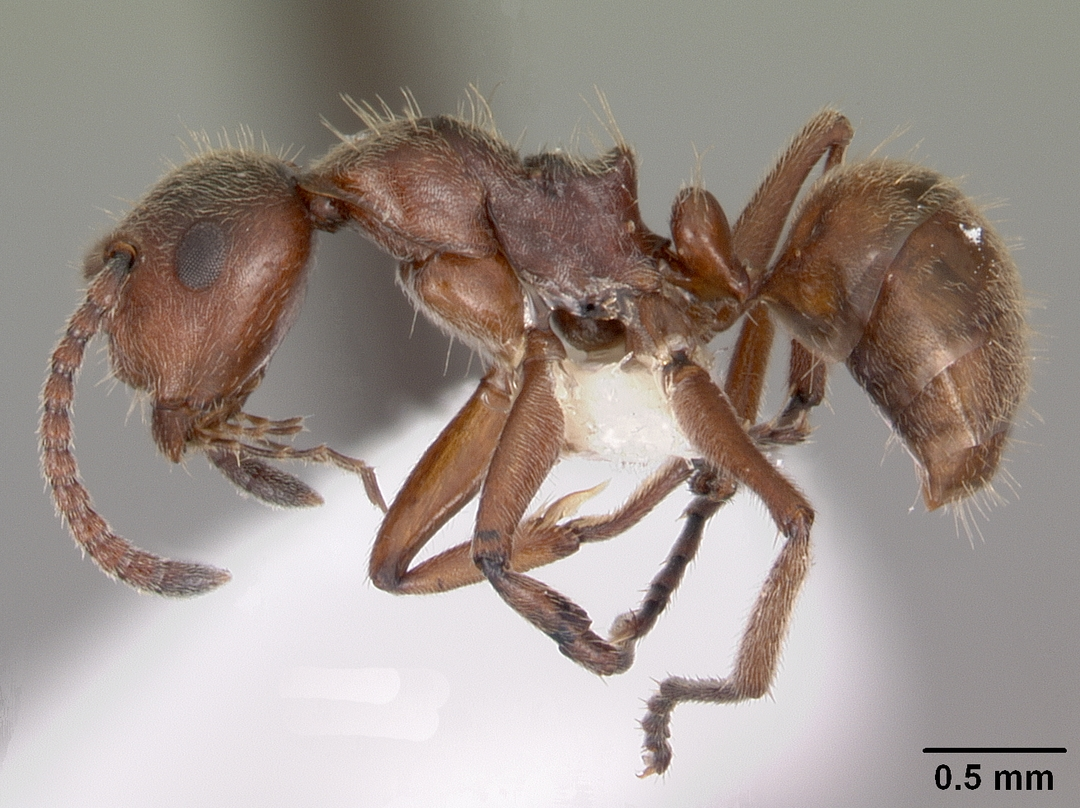